# Nahverkehr in Luxemburg Stadt

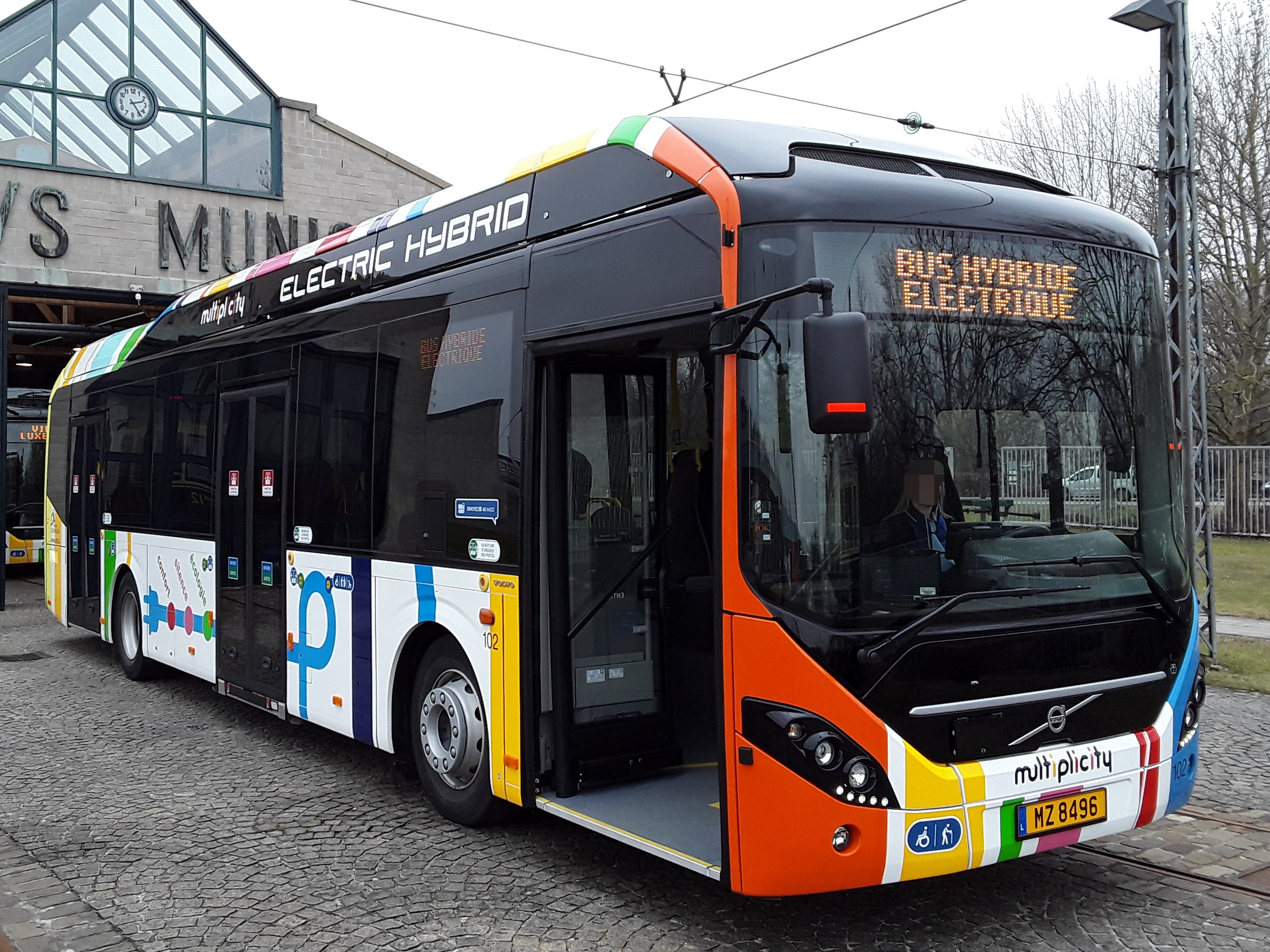
Einer der ersten elektrischen Hybridbusse in Luxemburg Stadt mit Niederflureinstieg

Der Nahverkehr in Luxemburg Stadt ist der wichtigste Verkehrsträger der luxemburgischen Hauptstadt. Beteiligt sind primär die Luxtram und Stadtbuslinien. Pro Werktag kommen ca. 220.000 Berufspendler in die Hauptstadt, die als Hauptwirtschaftszentrum des Landes und politisches Zentrum aufgrund ansässiger EU-Institutionen relevant ist.

## Stadtbusse
Stadtbusse im Stadtgebiet und einigen Umlandgemeinden werden durch Autobus de la Villa de Luxemburg betrieben. Wegen überfüllter Stadtbussen insbesondere zu den Stoßzeiten wurden Mehrgelenkstadtbusse beschafft, zudem wurde die Straßenbahn wieder einführt.

## Regionalbusse
Die meisten durch CFL Bus betriebenen Regionalbusse mit zahlreichen Haltestellen in der Hauptstadt werden auch für Fahrten innerhalb Luxemburg Stadt genutzt.

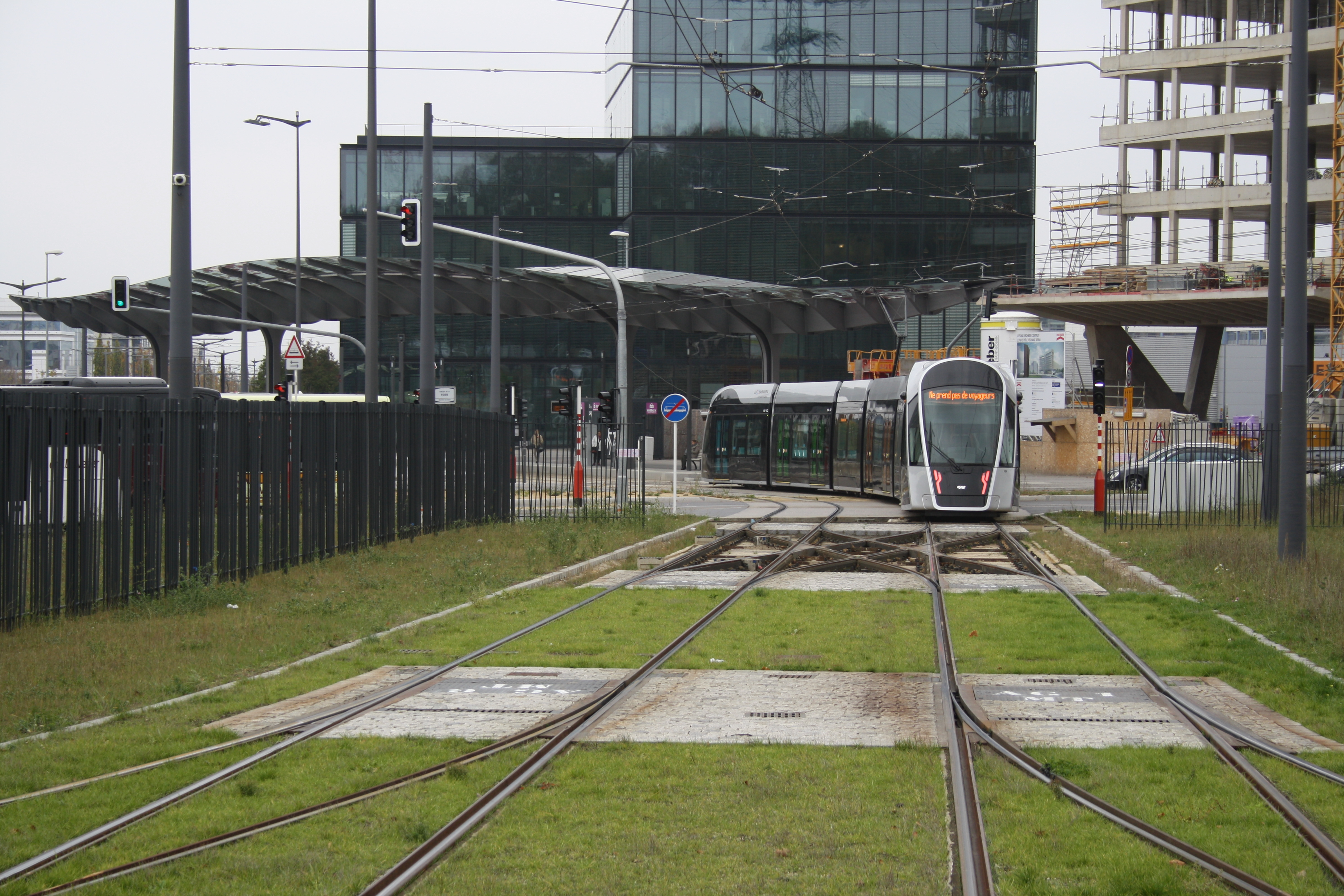
Strassenbahnzug der Linie T1 in Luxexpo

## Luxtram
Das erste Straßenbahnnetz wurde zugunsten des Autoverkehrs eingestellt und rückgebaut, jedoch erfolgte die erneute Einführung eines Straßenbahnnetzes und 2017 die erste neue Straßenbahnlinie T1 in Betrieb genommen.
2025 verkehrt diese vom Fußballstadion über Gare Centrale, die Innenstadt und Pfaffental zur Luxexpo. Eine Weiterführung zum Flughafen Luxemburg ist in Bau, weitere Straßenbahnlinien sind geplant.
Als erste Straßenbahnlinie in Europa verkehrt sie im Zentrum von Luxemburg aus Rücksicht auf die historische Altstadt im Akkubetrieb ohne Oberleitung. Zur Endstation Stadion verkehrt sie auf Rasengleis.

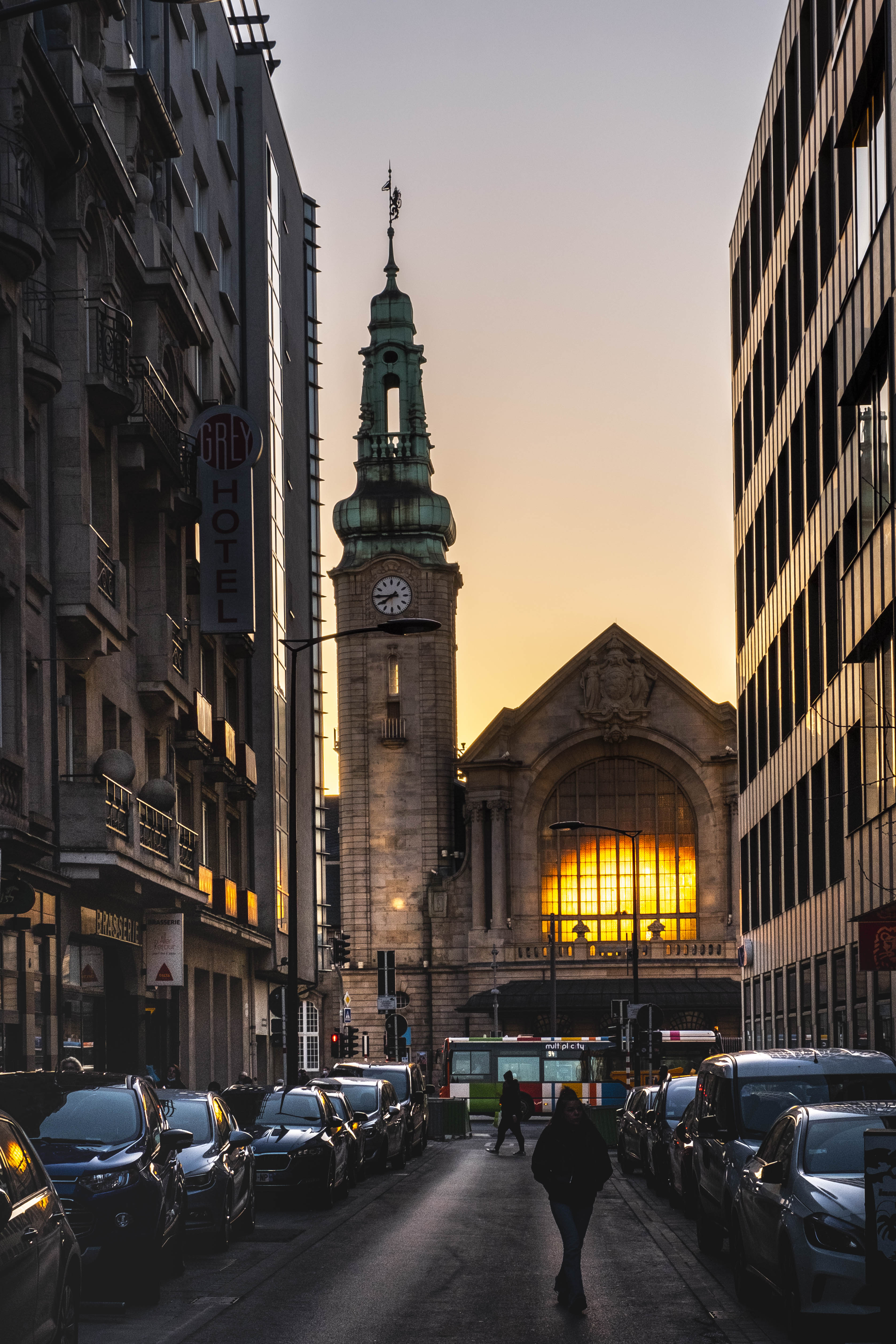
Luxembourg Gare, der Hauptbahnhof von Luxemburg Stadt und wichtigster Verkehrs- und Umsteigeknoten

## Eisenbahn
Innerhalb der Stadt befinden sich die Stationen Gare Centrale, Breck Pfaffental, Cents-Hamm und Dommeldingen des Eisenbahnverkehrs. Regionalbahnlinien der CFL sind auch innerhalb des Stadtgebietes nutzbar.
Anschluss an den SPFV (Eisenbahn-Fernverkehr) Nur am Luxembourg Gare.

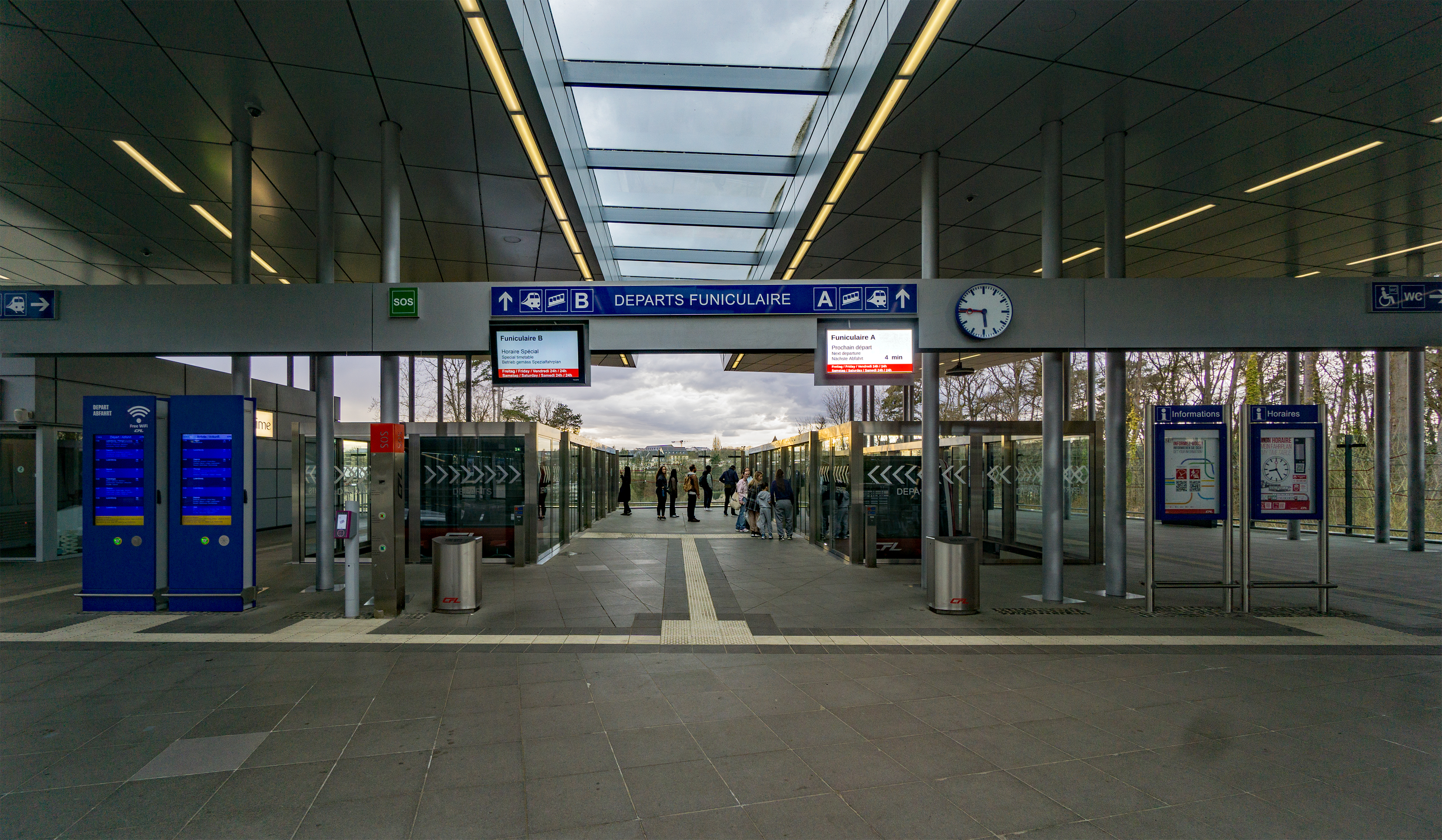
Station der Standseilbahn

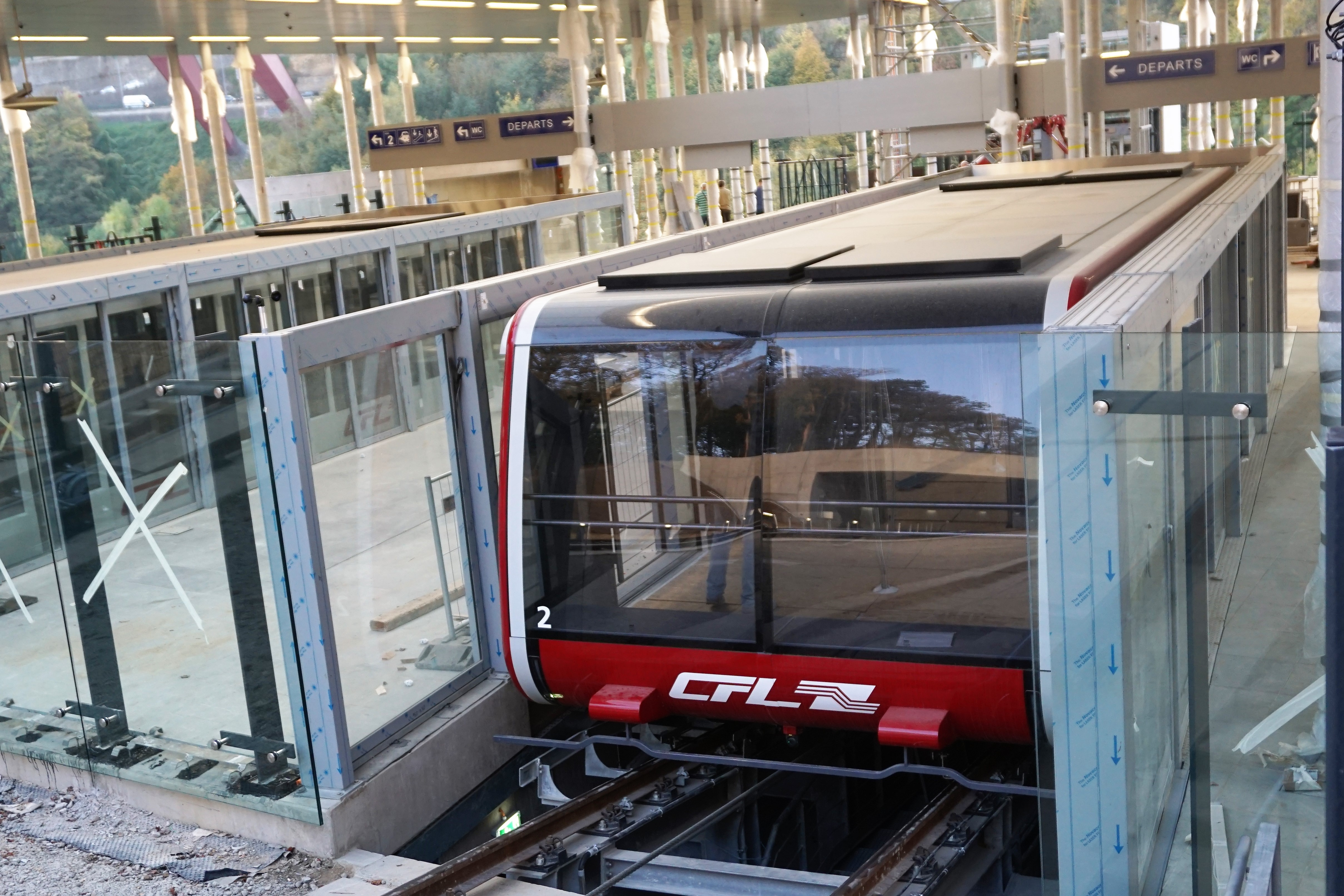
Die Standseilbahn Luxemburg

## Standseilbahn
Von Route Breck Pfaffental zum Kirchberg Plateau verkehrt die einzige Standseilbahnlinie in Luxemburg Stadt. Sie ist ein öffentliches Verkehrsmittel und kein touristischer Sonderverkehr.

## Verkehrsunternehmen
Die Nahverkehrszüge, deren Regionalbahnlinien auch an den Bahnhöfen innerhalb von Luxemburg Stadt verkehren, werden durch die CFL betrieben.
Die Straßenbahn Luxemburg wird durch die Luxtram S. A. betrieben, die meisten Regionalbuslinien durch den Teil CFL Bus des Eisenbahnkonzerns.

## Anschluss an den Fernverkehr
- Eisenbahnlinien des Fernverkehrs verkehren ausschließlich am Gare Central, der mit der Straßenbahnlinie T1, Stadtbussen und Regionalbussen erreichbar ist.
- Der Flughafen Luxemburg liegt an der Neubaustrecke der Straßenbahnlinie T1
- Es verkehren Fernbusse an verschiedenen Stationen im Stadtgebiet

## Tarife
Seit 2020 ist der komplette Stadt- und Regionalverkehr im gesamten Land Luxemburg kostenfrei; dies umfasst auch alle Stadtbuslinien sowie die Luxtram, die Standseilbahn Pfaffental sowie Regionalbahn und Regionalexpresslinien der CFL.
Zuvor galt der Tarif des Luxemburgischen Verkehrsverbundes.
Jedoch war keine Wiedereinführung der Fahrkartenpflicht gewollt, sodass die Fahrscheinautomaten sowie die Entwerter an den Bahnhöfen, in Bussen sowie an Zentralen Bushaltestellen in der Innenstadt entfernt und entsorgt wurden.
Im Hauptbahnhof findet nurmehr der Verkauf von Fahrkarten des Fernverkehrs sowie ins Ausland statt.

## Park and Ride (P+R)
Innerhalb des Stadtgebiets von Luxemburg befinden sich vier Park-and-Ride-Anlagen. Diese sind gelegen am Stadion, am Bahnhof Luxemburg Howald, an der Luxexpo sowie an der Station Haienhaff der Straßenbahn Luxemburg, welche jedoch noch nicht in Betrieb ist. Sie soll mit der Erweiterung der Luxtram zum Flughafen Luxemburg in Betrieb genommen werden.

## Bike and Ride (B+R)
Am Hauptbahnhof sowie am Bahnhof Luxexpo befinden sich Fahrradbügel, die zum Parken unmotorisierter Fahrzeuge und zum Umstieg in Bus oder Zug genutzt werden. Eine Fahrradstation existiert jedoch nicht.